# Horhausen (Rhein-Lahn)
Horhausen é um município da Alemanha localizado no distrito de Rhein-Lahn, estado da Renânia-Palatinado.
Pertence ao Verbandsgemeinde de Diez.